# Церква Святого Воскресіння Христового (Івачів Горішній)
Церква Святого Воскресіння Христового в Івачеві Долішньому — парафія і храм греко-католицької громади Великоглибочанського деканату Тернопільсько-Зборівської архієпархії Української греко-католицької церкви в селі Івачів Горішній Тернопільського району Тернопільської области.

## Історія церкви
У 1768 році в селі Івачів Горішній збудували дерев'яний храм. У 1877 році його замінили на муровану церкву, яку освятили у 1897 році. Парафія належала до УГКЦ з початку XVIII століття до 1946 року. З 1946 по 1996 рік вона перебувала у складі РПЦ, а у 1996 році знову повернулася в лоно УГКЦ.
У 2003 році було встановлено новий іконостас, створений художниками Борисом Рудим, Богданом Рудим і Василем Стецьком. У 2007 році майстер Ярослав Верескля виготовив для храму престіл, проскомидійник, тетрапод, кивот, аналой, а художник з Бережан Ярослав Крук написав ікони. 27 червня 2001 року Папа Римський Іван Павло II проголосив блаженним вихідця із села, ієромонаха Зенона Ковалика.
Єпископські візитації парафії здійснили: владика Михаїл Сабрига у 2003 році та владика Василій Семенюк 14 вересня 2008 року. Під час візитації владика Василій освятив новий престіл, кивот, проскомидійник і тетрапод, виготовлені за пожертви вірян.
При парафії діють: братство Матері Божої Неустанної Помочі, спільнота «Матері в молитві», Марійська та Вівтарна дружини. На території парафії встановлено пам'ятний хрест на честь скасування панщини, фігура Матері Божої та символічна могила Борцям за волю України. У власності парафії є проборство.

## Парохи
- о. Лука Авдикович,
- о. Яків Помезанський (1832—1841),
- о. Йосиф Січинський,
- о. Іван Хавалка (1914—1924),
- о. Микола Бріль (1924—1938),
- о. Микола Салій (1938—1956),
- о. Роман Дурбак (1956—1985),
- о. Микола Зоряний (1985—1986),
- о. Микола Тивоняк (1986—1996),
- о. Орест Глубіш (з 30 червня 1996).